# Markianosz (földrajzi író)
Markianosz (400 körül) görög földrajzi író
A bithüniai Hérakleából származott. Munkái: a pergamoni Mentipposzra visszamenő „Epitomé tón é rtón tou thé entosz Jalasszisz biblión” című a Földközi-tenger partvidékét írja le, a „Periploé thé exó Jalasszisz en bibliosz” című, Ptolemaiosz Klaudioszra és Prótagoraszra támaszkodó mű pedig a keletre és nyugatra fekvő óceánok leírását adja. E két műve töredékesen maradt fenn, többi művének mindössze címét ismerjük.